# Платонов, Геннадий Александрович
Геннадий Александрович Платонов (22 октября 1945, село Куприяново,  Ульяновская область) — советский и российский футболист (полузащитник) и тренер.

## Биография
В детстве переехал вместе с родителями в поселок Управленческий в пригороде Куйбышева, занимался лыжным спортом. Футболом начал заниматься в секции при стадионе «Чайка» у Александра Николаевича Рожнова. Поступив на завод 276 стал выступать за команду завода на первенство города.
В 1964 году на молодого игрока обратил внимание тренер команды мастеров Николай Поздняков, но его призвали в армию.
Правда, Геннадию повезло - в Северной группе войск, дислоцированной в Польше, куда он попал, он только вначале служил в ракетном полку. Потом его перевели в авиационную часть, где, узнав о футбольных способностях, определили в футбольную команду. В итоге вместо службы он все 3 армейских года играл в футбол. Несколько раз даже за польскую команду под чужой фамилией.
После увольнения из рядов Вооруженных Сил в 1967 году работал на моторном заводе, на котором успел потрудиться и до армии. По инициативе футбольного судьи Игоря Андреевича Попова Платонова принимают в куйбышевский «Металлург».
В сезоне 1969 года «Крылья Советов» вылетели в Первую лигу, в которой уже выступал «Металлург». Партийное начальство решило, что два коллектива в одном соревновании — это много и постановило расформировать «Металлург», а его лучших игроков передать «Крыльям». Геннадий Платонов получил место в обновленных «Крыльях Советов». Впервые он вышел на поле за новый клуб в Душанбе, заменив Николая Мартынова. На долгие годы он стал игроком основного состава, несколько лет играл без замен, а два года был капитаном.
В 1978 году перешёл в тольяттинское «Торпедо», которое тренировал Борис Казаков. В 1979 году был играющим тренером.
С 1980 по 1983 годы работал начальником волейбольной команды «Автомобилист». В 1990-е годы занимался предпринимательством.

## Клубная статистика
| Выступление      | Выступление      | Выступление      | Лига | Лига | Кубок | Кубок | Итого | Итого |
| Клуб             | Лига             | Сезон            | Игры | Голы | Игры  | Голы  | Игры  | Голы  |
| ---------------- | ---------------- | ---------------- | ---- | ---- | ----- | ----- | ----- | ----- |
| Металлург        | Д2               | 1968             | 38   | 2    | —     | —     | 38    | 2     |
| Металлург        | Д2               | 1969             | 33   | 2    | —     | —     | 33    | 2     |
| Металлург        | Итого            | Итого            | 71   | 4    | —     | —     | 71    | 4     |
| Крылья Советов   | Д2               | 1970             | 41   | 2    | 1     | 0     | 42    | 2     |
| Крылья Советов   | Д2               | 1971             | 42   | 0    | 2     | 0     | 44    | 0     |
| Крылья Советов   | Д2               | 1972             | 38   | 6    | 3     | 0     | 41    | 6     |
| Крылья Советов   | Д2               | 1973             | 33   | 2    | —     | —     | 33    | 2     |
| Крылья Советов   | Д2               | 1974             | 32   | 0    | 4     | 0     | 36    | 0     |
| Крылья Советов   | Д2               | 1975             | 23   | 0    | 1     | 0     | 24    | 0     |
| Крылья Советов   | Д1               | 1976в            | 11   | 1    | —     | —     | 11    | 1     |
| Крылья Советов   | Д1               | 1976о            | 8    | 0    | —     | —     | 8     | 0     |
| Крылья Советов   | Д1               | 1977             | 19   | 2    | 1     | 0     | 20    | 2     |
| Крылья Советов   | Итого            | Итого            | 247  | 13   | 12    | 0     | 259   | 13    |
| Лада             | Д3               | 1978             | 46   | 4    | —     | —     | 46    | 4     |
| Лада             | Д3               | 1979             | 27   | 2    | —     | —     | 27    | 2     |
| Лада             | Итого            | Итого            | 73   | 6    | —     | —     | 73    | 6     |
| Всего за карьеру | Всего за карьеру | Всего за карьеру | 391  | 23   | 12    | 0     | 403   | 23    |

## Семья
- Сын Александр —МСМК чемпион России по хоккею на траве и  индорхоккею в составе подмосковного клуба "Динамо-Электросталь" и чемпион Европы по индорхоккею в составе сборной России.